# Fuldkorn
Fuldkorn er hele kerner, der både indeholder frøhvide, kim og klid (skaldele). Mel malet af hele kerner kaldes ofte fuldkornsmel. I Danmark regnes kun hele kerner fra kornarter som hvede, spelt, rug, byg, havre, majs, hirse og ris som fuldkorn, mens solsikkekerner, græskarkerner, sesamfrø, vilde ris, boghvede og quinoa ikke regnes som fuldkorn, men kaldes pseudo-korn. Andre steder medregnes pseudo-korn dog til fuldkorn.
Som del af en generelt sund kost forbindes indtag af fuldkorn med en lavere risiko for flere sygdomme, herunder hjertekar-sygdomme, diabetes type II og visse kræftformer. Fuldkorn er en kilde til kulhydrater, flere næringsstoffer og kostfibre. I Danmark er fuldkorn en del af De officielle Kostråd og den daglige anbefaling i Danmark lyder på mindst 75 gram fuldkorn om dagen, hvilket ca. svarer til 2 dl havregryn og en skive rugbrød. 
Kornproteiner er af lav kvalitet på grund af mangel på essentielle aminosyrer, hovedsageligt lysin. I modsætning hertil har proteinerne fra de såkaldte pseudo-kornprodukter, som vilde ris, boghvede og quinoa en høj næringsværdi.
Hos en mindre del af befolkningen kan glutenproteiner i hvede og beslægtede kornsorter udløse cøliaki, non-cøliakisk glutensensitivitet, glutenataksi og dermatitis herpetiformis (en hudsygdom).